# Jacques Oudot (homme politique)
Pour les articles homonymes, voir Oudot.
Jacques Oudot est une personnalité politique française, né le 15 juin 1934 aux Lilas (Seine) et mort le 29 mars 2025 à Lamastre (Ardèche).

## Biographie

### Carrière
Fondé de pouvoir d'agent de change, il devient député RPR de la Seine-Saint-Denis le 16 mars 1986 jusqu'au 14 mai 1988. (fin de la législature).
Proche de Charles Pasqua, il rejoint son éphémère RPF.

### Autres mandats
Jacques Oudot est conseiller municipal des Lilas en 1959, puis adjoint au maire de cette commune en 1983. En 1989, il devient conseiller municipal de Pantin et conseiller général du canton de Pantin-Ouest de 1985 à 1998 et maire de Sevran de 1995 à 2001, date à laquelle il est battu par Stéphane Gatignon, à l'époque membre du Parti communiste français,.